# Astley Abbotts
Astley Abbotts est une paroisse civile et un village du Shropshire, en Angleterre.